# عطاء بن أبي رباح
أبو محمد عطاء بن أبي رباح أسلم بن صفوان (27 هـ - رمضان 114 هـ / 647م - 732م) هو فقيه وعالم حديث، وهو من الفقهاء والتابعين في القرن الأول والثاني الهجري
أخذ عن أم المؤمنين عائشة وأبي هريرة وأم سلمة وأم هانئ وابن عباس وعبد الله بن عمرو وابن عمر وجابر وابن الزبير ومعاوية وأبي سعيد وعدة من الصحابة ومن التابعين
حدث عن عبيد بن عمير ومجاهد وعروة وابن الحنفية وغيرهم كثير. وأخذ عنه الأوزاعي وابن جريج وأبو حنيفة والليث. وحدث عنه مجاهد بن جبر، وأبو إسحاق السبيعي، وعمرو بن دينار، وقتادة، وعمرو بن شعيب، والأعمش، وجعفر الصادق، وأيوب السختياني، ويحيى بن أبي كثير، وجرير بن حازم، ومحمد بن جحادة الأودي، وجعفر بن إياس، وكثير غيرهم.

## نشأته
الإمام شيخ الإسلام مفتي الحرم أبو محمد القرشي مولاهم المكي يقال ولاؤه لبني جمح كان من مولدي الجند ونشأ بمكة. ولد عطاء بن أبي رباح في الجند إحدى ضواحي مدينة تعز وتتبع المناطق الوسطى لليمن أثناء خلافة عثمان وهي نفس المدينة التي مكث فيها معاذ بن جبل عندما أرسله المصطفى عليه أفضل الصلاة وأزكى التسليم لنشر تعاليم الإسلام والعمل على دعوة أهل اليمن. نشأ بمكة، وتعلم من علمائها.
حدث عن عائشة وأم سلمة وأم هانئ وأبي هريرة وابن عباس وحكيم بن حزام ورافع بن خديج وزيد بن أرقم وزيد بن خالد الجهني وصفوان بن أمية وابن الزبير وعبد الله بن عمرو وابن عمر وجابر ومعاوية وأبي سعيد وعدة من الصحابة.
وأرسل عن النبي صلى الله عليه وآله وسلم وعن أبي بكر وعتاب بن أسيد وعثمان بن عفان والفضل بن عباس وطائفة، وحدث أيضا عن عبيد بن عمير ويوسف بن ماهك وسالم بن شوال وصفوان بن يعلى بن أمية ومجاهد وعروة وابن الحنفية وعدة حتى إنه ينزل إلى أبي الزبير المكي وابن أبي مليكة وعبد الكريم أبي أمية البصري.
وكان من أوعية العلم حدث عنه مجاهد بن جبر وأبو إسحاق السبيعي وأبو الزبير وعمرو بن دينار والقدماء والزهري وقتادة وعمرو بن شعيب ومالك بن دينار والحكم بن عتيبة وسلمة بن كهيل والأعمش وأيوب السختياني ومطر الوراق ومنصور بن زاذان ومنصور بن المعتمر ويحيى بن أبي كثير وخلق من صغار التابعين وأبو حنيفة وجرير بن حازم ويونس بن عبيد وأسامة بن زيد الليثي وإسماعيل بن مسلم المكي والأسود بن شيبان وأيوب بن موسى الفقيه وأيوب بن عتبة اليمامي وبديل بن ميسرة وبرد بن سنان وجعفر بن برقان وجعفر الصادق وحبيب بن الشهيد وحجاج بن أرطاة وحسين المعلم وخصيف الجزري ورباح بن أبي معروف المكي ورقبة ابن مصقلة والزبير بن خريق وزيد بن أبي أنيسة وطلحة بن عمرو المكي وعباد بن منصور الناجي وعبد الله بن عبد الرحمن بن أبي حسين وعبد الله بن أبي نجيح وعبد الله بن المؤمل المخزومي والأوزاعي وعبد الملك بن أبي سليمان وابن جريج وعبد الواحد بن سليم البصري وعبد الوهّاب بن بخت وعبيد الله بن عمر وعثمان بن الأسود وعسل بن سفيان وعطاء الخراساني وعفير بن معدان وعقبة بن عبد الله الأصم وعكرمة بن عمار وعلي بن الحكم وعمارة بن ثوبان وعمارة بن ميمون وعمر بن سعيد بن أبي حسين وعمر بن قيس سندل وفطر بن خليفة وقيس بن سعد وكثير ابن شنظير والليث بن سعد ومبارك بن حسان وابن إسحاق ومحمد بن جحادة ومحمد بن سعيد الطائفي ومحمد بن عبد الرحمن بن أبي ليلى ومحمد بن عبيد الله العرزمي ومسلم البطين ومعقل بن عبيد الله الجزري ومغيرة بن زياد الموصلي وموسى بن نافع أبو شهاب الكوفي وهمام بن يحيى وعبد الله بن لهيعة ويزيد بن إبراهيم التستري وأبو عمرو بن العلاء وأبو المليح الرقي وأمم سواهم.
- قال علي بن المديني: اسم أبي رباح أسلم مولى حبيبة بنت ميسرة بن أبي خثيم.
- وقال ابن سعد: هو مولى لبني فهر أو بني جمح انتهت فتوى أهل مكة إليه وإلى مجاهد، وأكثر ذلك إلى عطاء، سمعت بعض أهل العلم يقول: «كان عطاء أسود أعور أفطس أشل أعرج ثم عمي وكان ثقة فقيها عالما كثير الحديث».
- قال أبو داود: أبوه نوبي وكان يعمل المكاتل وكان عطاء أعور أشل أفطس أعرج أسود قال وقطعت يده مع ابن الزبير.
- قال أبو عمر بن العلاء: قلت لعطاء: إنك يومئذ لخنشليل بالسيف. قال: إنهم دخلوا علينا.
- وقال جرير بن حازم: رأيت يد عطاء شلاء، ضربت أيام ابن الزبير.
- وقال أبو المليح الرقي: رأيت عطاء أسود يخضب بالحناء.
- وروى عباس، عن ابن معين قال: كان عطاء معلم كتاب.
- وعن خالد بن أبي نوف، عن عطاء قال: «أدركت مئتين من أصحاب رسول الله صلى الله عليه وآله وسلم».
- وروى الثوري، عن عمر بن سعيد بن أبي حسين، عن أمه: أنها أرسلت إلى الصحابي الجليل ابن عباس تسأله عن شيء، فقال: «يا أهل مكة تجتمعون علي وعندكم عطاء؟!» كناية إلى سعة علمه وبلوغه المراتب العليا فيه.
- وفي رواية: عن عمر بن سعيد، عن أمه: أنها رأت النبي صلى الله عليه وآله وسلم في منامها، فقال لها: سيد المسلمين عطاء بن أبي رباح.
- وقال أبو عاصم الثقفي: سمعت أبا جعفر يقول للناس، وقد اجتمعوا: «عليكم بعطاء، هو والله خير لكم مني».
- وعن أبي جعفر قال: «خذوا من عطاء ما استطعتم».
- وروى أسلم المنقري، عن أبي جعفر قال: «ما بقي على ظهر الأرض أحد أعلم بمناسك الحج من عطاء».
- عبد العزيز بن أبي حازم عن أبيه قال ما أدركت أحدا أعلم بالحج من عطاء بن أبي رباح.
- أبو حفص الأبار عن ابن أبي ليلى قال دخلت على عطاء فجعل يسألني فكأن أصحابه أنكروا ذلك وقالوا تسأله قال ما تنكرون هو أعلم مني.
- قال ابن أبي ليلى وكان عالما بالحج زيادة على سبعين حجة قال وكان يوم مات ابن نحو مئة سنة رأيته يشرب الماء في رمضان ويقول قال ابن عباس «وعلى الذين يطيقونه فدية طعام مسكين فمن تطوع خيرا فهو خير له» (البقرة 184) إني أطعم أكثر من مسكين.
- ابن وهب عن مالك قال عمرو بن دينار ومجاهد وغيرهما من أهل مكة لم يزالوا متناظرين حتى خرج عطاء بن أبي رباح إلى المدينة فلما رجع إلينا استبان فضله علينا وروى إبراهيم بن عمر بن كيسان قال أذكرهم في زمان بني أمية يأمرون في الحج مناديا يصيح لا يفتي الناس إلا عطاء بن أبي رباح فإن لم يكن عطاء فعبد الله بن أبي نجيح.
- قال أبو حازم الأعرج فاق عطاء أهل مكة في الفتوى.
- وروى همام عن قتادة قال قال لي سليمان بن هشام هل بالبلد يعني مكة أحد قلت نعم أقدم رجل في جزيرة العرب علما فقال من قلت عطاء بن أبي رباح.
- ابن أبي عروبة عن قتادة فيما يظن الراوي قال إذا اجتمع لي أربعة لم ألتفت إلى غيرهم ولم أبال من خالفهم الحسن وابن المسيب وإبراهيم وعطاء هؤلاء أئمة الأمصار.
- ضمرة عن عثمان بن عطاء قال كان عطاء أسود شديد السواد ليس في رأسه شعر إلا شعرات فصيح إذا تكلم فما قال بالحجاز قبل منه.
- وقال ابن عيينة عن إسماعيل بن أمية قال كان عطاء يطيل الصمت فإذا تكلم يخيل لنا أنه يؤيد.
- وقال أسلم المنقري جاء أعرابي يسأل فأرشد إلى سعيد بن جبير فجعل الأعرابي يقول أين أبو محمد فقال سعيد ما لنا ها هنا مع عطاء شيء.
- وروى عبد الحميد الحماني عن أبي حنيفة قال ما رأيت فيمن لقيت أفضل من عطاء بن أبي رباح ولا لقيت أكذب من جابر الجعفي ما أتيته قط بشيء إلا جاءني فيه بحديث وزعم أن عنده كذا وكذا ألف حديث من رأيي عن النبي لم ينطق بها.
- وقال محمد بن عبد الله الديباج ما رأيت مفتيا خيرا من عطاء إنما كان مجلسه ذكر الله لا يفتر وهم يخوضون فإن تكلم أو سئل عن شيء أحسن الجواب.
- وروى أيوب بن سويد عن الأوزاعي قال مات عطاء بن أبي رباح يوم مات وهو أرضى أهل الأرض عند الناس وما كان يشهد مجلسه إلا تسعة أو ثمانية.
- وقال الثوري عن سلمة بن كهيل ما رأيت أحدا يريد بهذا العلم وجه الله غير هؤلاء الثلاثة عطاء وطاووس ومجاهد.
- قال ابن جريج كان المسجد فراش عطاء عشرين سنة وكان من أحسن الناس صلاة.
- وقال إسماعيل بن عياش قلت لعبد الله بن عثمان بن خثيم ما كان معاش عطاء قال صلة الإخوان ونيل السلطان.
- قال الأصمعي دخل عطاء بن أبي رباح على عبد الملك وهو جالس على السرير وحوله الأشراف وذلك بمكة في وقت حجه في خلافته فلما بصر به عبد الملك قام إليه فسلم عليه وأجلسه معه على السرير وقعد بين يديه وقال يا أبا محمد حاجتك قال يا أمير المؤمنين اتق الله في حرم الله وحرم رسوله فتعاهده بالعمارة واتق في أولاد المهاجرين والأنصار فإنك بهم جلست هذا المجلس واتق الله في أهل الثغور فإنهم حصن المسلمين وتفقد أمور المسلمين فإنك وحدك المسؤول عنهم واتق الله فيمن على بابك فلا تغفل عنهم ولا تغلق دونهم بابك فقال له أفعل ثم نهض وقام فقبض عليه عبد الملك وقال يا أبا محمد إنما سألتنا حوائج غيرك وقد قضيناها فما حاجتك قال ما لي إلى مخلوق حاجة ثم خرج فقال عبد الملك هذا وأبيك الشرف هذا وأبيك السؤدد.
- محمد بن حميد حدثنا أبو تميلة حدثنا مصعب بن حيان أخو مقاتل قال كنت عند عطاء بن أبي رباح فسئل عن شيء فقال لا أدري نصف العلم ويقال نصف الجهل.
- الوليد الموقري عن الزهري قال لي عبد الملك بن مروان من أين قدمت قلت من مكة قال فمن خلفت يسودها قلت عطاء قال أمن العرب أم من الموالي قلت من الموالي قال فيم سادهم قلت بالديانة والرواية قال إن أهل الديانة والرواية ينبغي أن يسودوا فمن يسود أهل اليمن قلت طاووس قال فمن العرب أو الموالي قلت من الموالي قال فمن يسود أهل الشام قلت مكحول قال فمن العرب أم من الموالي قلت من الموالي عبد نوبي أعتقته امرأة من هذيل قال فمن يسود أهل الجزيرة قلت ميمون بن مهران وهو من الموالي قال فمن يسود أهل خراسان قلت الضحاك بن مزاحم من الموالي قال فمن يسود أهل البصرة قلت الحسن من الموالي قال فمن يسود أهل الكوفة قلت إبراهيم النخعي قال فمن العرب أم من الموالي قلت من العرب قال ويلك فرجت عني والله ليسودن الموالي على العرب في هذا البلد حتى يخطب لها على المنابر والعرب تحتها قلت يا أمير المؤمنين إنما هو دين من حفظه ساد ومن ضيعه سقط الحكاية منكرة والوليد بن محمد واه فلعلها تمت للزهري مع أحد أولاد عبد الملك وأيضا ففيها من يسود أهل مصر قلت يزيد بن أبي حبيب وهو من الموالي فيزيد كان ذاك الوقت شابا لا يعرف بعد والضحاك فلا يدري الزهري من هو في العالم وكذا مكحول يصغر عن ذاك.
- قال عبد العزيز بن رفيع سئل عطاء عن شيء فقال لا أدري قيل ألا تقول برأيك قال إني أستحيي من الله أن يدان في الأرض برأيي.
- يعلى بن عبيد قال دخلنا على ابن سوقة فقال يا ابن أخي أحدثكم بحديث لعله ينفعكم فقد نفعني قال لنا عطاء بن أبي رباح إن من قبلكم كانو يعدون فضول الكلام ما عدا كتاب الله أو أمر بمعروف أو نهي عن منكر أو أن تنطق في معيشتك التي لا بد لك منها أتنكرون أن عليكم حافظين كراما كاتبين عن اليمين وعن الشمال قعيد ما يلفظ من قول إلا لديه رقيب عتيد أما يستحي أحدكم لو نشرت صحيفته التي أملى صدره نهاره وليس فيها شيء من أمر آخرته.
- قال ابن جريج عن عطاء إن الرجل ليحدثني بالحديث فأنصت له كأني لم أسمعه وقد سمعته قبل أن يولد.
- روى علي عن يحيى بن سعيد القطان قال مرسلات مجاهد أحب إلي من مرسلات عطاء بكثير كان عطاء يأخذ عن كل ضرب.
- الفضل بن زياد عن أحمد بن حنبل قال ليس في المرسلات شيء أضعف من مرسلات الحسن وعطاء بن أبي رباح كانا يأخذان عن كل أحد ومرسلات ابن المسيب أصح المرسلات ومرسلات ابرهيم النخعي لا بأس بها.
- وروى محمد بن عبد الرحيم عن علي بن المديني قال كان عطاء (اختلط) بأخرة تركه ابن جريج وقيس بن سعد قلت لم يعن علي بقوله تركه هاذان الترك العرفي ولكنه كبر وضعفت حواسه وكانا قد تكفيا منه وتفقها وأكثرا عنه فبطلا فهذا مراده بقوله تركاه ولم يكن يحسن العربية.
- روى العلاء بن عمرو الحنفي عن عبد القدوس عن حجاج قال عطاء وددت أني أحسن العربية قال وهو يومئذ ابن تسعين سنة.
- وعن عطاء قال أعقل مقتل عثمان وقال عمر بن قيس سألت عطاء متى ولدت قال لعامين خلوا من خلافة عثمان.
- وعن ابن جريج قال لزمت عطاء ثماني عشرة سنة وكان بعد ما كبر وضعف يقوم إلى الصلاة فيقرأ مئتي آية من البقرة وهو قائم لايزول منه شيء ولا يتحرك.
- قال عمر بن ذر ما رأيت مثل عطاء بن أبي رباح وما رأيت عليه قميصا قط ولا رأيت عليه ثوبا يساوي خمسة دراهم.
- وقال ابن جريج سمعت عطاء يقول إذا تناهقت الحمير بالليل فقولوا بسم الله الرحمن الرحيم أعوذ بالله من الشيطان الرجيم.
- وعن عطاء قال لو ائتمنت على بيت مال لكنت أمينا ولا آمن نفسي على أمة شوهاء قلت صدق ففي الحديث ألا لايخلون رجل بامرأة فإن ثالثهما الشيطان.
- روى عفان عن حماد بن سلمة قال قدمت مكة وعطاء حي فقلت إذا أفطرت دخلت عليه قال فمات في رمضان وكان ابن أبي ليلى يدخل عليه فقال لي عمارة بن ميمون إلزم قيس بن سعد فإنه أفقه من عطاء.

## وفاته
توفي في مكة في رمضان 114 هـ.
قال الهيثم وأبو المليح الرقي وأحمد وأبو عمر الضرير وغيرهم مات عطاء سنة أربع عشرة ومئة وقال يحيى القطان سنة أربع أو خمس عشرة وقال ابن جريج وابن عيينة والواقدي وأبو نعيم والفلاس سنة خمس عشرة ومئة وقال الواقدي عاش ثمانيا وثمانين سنة وقال شباب مات سنة سبع عشرة فهذا خطأ وابن جريج وابن عيينة أعلم بذلك وقد كان بمكة مع عطاء من أئمة التابعين مجاهد وطاووس وعبيد بن عمير الليثي وابن أبي مليكة وعمرو بن دينار وأبو الزبير المكي وآخرون.

## مروياته

### روى عن
روى عطاء بن أبي رباح عن:
- عائشة بنت أبي بكر
- أم هانئ بنت أبي طالب
- ام کرز الکعبیة
- عثمان بن عفان
- أبو هريرة
- عبد الله بن عباس
- أبو سعيد الخدري
- أم سلمة (ام المؤمنین)
- عبد الله بن عمرو بن العاص
- عبد الله بن الزبير
- معاوية بن أبي سفيان
- أسامة بن زيد
- جابر بن عبد الله الأنصاري
- زيد بن أرقم
- عبدالله بن السائب بن أبي السائب المخزومي
- عقيل بن أبي طالب
- أبو الدرداء الأنصاري
- رافع بن خديج
- عمر بن أبي سلمة
- عمر بن علي بن أبي طالب
- عتاب بن أسيد
- أوس بن الصامت
- الفضل بن العباس

### روي عنه
- عبد الرحمن الأوزاعي
- قتادة بن دعامة
- بديل بن ميسرة العقيلي
- أيوب السختياني
- قتادة بن دعامة
- أبو صالح السمان
- سالم بن شوال (مولى أمّ حَبيبة بنت أبي سفيان، زوج النبيّ صَلَّى الله عليه وسلم)